# 新庄直宥
新庄 直宥（しんじょう なおやす）は、江戸時代中期の武士、旗本。一橋家家老、大目付を務めた。

## 生涯
麻生藩主新庄氏の傍流で、藩祖直頼の弟・直忠を初代とする旗本家に生まれる。初名は直富（なおよし）。700石。妻には本家新庄直祐の娘を迎えている。
寛保3年（1743年）西の丸勤番だった父が没すると19歳で家督を継ぎ、将軍徳川吉宗・家重の下で小姓組番、進物番、納戸方を歴任。宝暦10年（1760年）家重が将軍職を子の家治に譲った後も引き続き家重に仕え、翌年家重が亡くなると一時的に寄合に移るが程なく小納戸として復職し、小十人組頭を経て、明和元年（1764年）目付に就任。翌年、日光で徳川家康150回忌法要が行われた際に功績があった。明和5年（1768年）小普請奉行に准じられ、三河吉田城下の吉田橋普請に加わる。明和6年（1769年）作事奉行に任じられ、叙任を受け能登守となった。
安永3年（1774年）一橋家家老となり（当主：徳川治済）、安永5年（1776年）大目付を兼務。翌年、家老を辞したものの一橋家への奉仕は続けられ、後任の家老らとともに家政に関与した。安永8年（1779年）55歳で没。家督は嫡男の直清が継承した。

## 官歴
- 寛保3年（1743年）8月3日：家督、9月13日：御目見（将軍：徳川吉宗）
- 延享元年（1744年）8月9日：小姓組
- 延享4年（1747年）12月14日：進物番
- 宝暦元年（1751年）5月12日：納戸方、12月18日：布衣
- 宝暦10年（1760年）5月13日：二丸詰（二丸：徳川家重）
- 宝暦11年（1761年）8月4日：寄合、9月6日：小納戸
- 宝暦13年（1763年）9月28日：小十人頭
- 明和元年（1764年）9月28日：目付
- 明和6年（1769年）11月24日：作事奉行、12月18日：従五位下能登守
- 安永3年（1774年）1月15日：一橋家家老（一橋家当主：徳川治済）
- 安永5年（1776年）12月24日：兼大目付
- 安永6年（1777年）1月12日：辞家老
- 安永8年（1779年）9月5日：卒去